# سمن نوویکوف
سمن نوویکوف (به اوکراینی: Семен Новіков،  زادهٔ ۱۱ دسامبر ۱۹۹۷) یک کشتی‌گیر فرنگی‌کار اوکراینی اهل کشور بلغارستان است.
از افتخارات وی می‌توان به‌ کسب مدال طلا بازی‌های المپیک ۲۰۲۴ پاریس و برنز قهرمانی کشتی جهان ۲۰۲۳ اشاره کرد.

## فعالیت حرفه‌ای

### قهرمانی کشتی جهان ۲۰۲۳
نوویکوف در وزن ۸۷ کیلوگرم کشتی فرنگی قهرمانی کشتی جهان ۲۰۲۳ بلگراد شرکت کرد، او در مسابقه های اول تا سوم محمد متولی از مصر، لاشا گوبادزه از گرجستان و الکس بیوربرگ کسیدیس از سوئد را شکست داد اما در نیمه نهایی به داوید لوسونچی از مجارستان باخت و به دیدار رده‌بندی رفت. وی در دیدار رده‌بندی اسلام عباس‌اف از آذربایجان را شکست داد و مدال برنز را بدست آورد.

### المپیک ۲۰۲۴ پاریس
نوویکوف در وزن ۸۷ کیلوگرم کشتی فرنگی المپیک ۲۰۲۴ پاریس حاضر بود که تورپال بیسلطانوف از دانمارک، لاشا گوبادزه از گرجستان و داوید لوسونچی از مجارستان را شکست داد و به فینال رسید. وی در فینال علیرضا مهمدی از ایران را شکست داد و مدال طلا وزن ۸۷ کیلوگرم را بدست آورد.